# 阿卜杜勒·卡迪尔·吉拉尼
阿卜杜勒·卡迪尔·吉拉尼（波斯語：‎ 1078年3月17日—1166年2月21日）伊斯兰教逊尼派宣教士、演说家、神秘主义者和神学家，以建立伊斯兰教苏菲派教团卡迪里耶而知名。波斯人，生于今伊朗西吉兰，死于今伊拉克巴格达。